# Bob-Weltcup 2001/02
Der Bob-Weltcup 2001/02 begann für die Frauen am 10. November 2001 im deutschen Winterberg und für die Männer am 2. November 2001 im kanadischen Calgary. Die Frauen beendeten die Weltcupsaison nach acht Stationen am 16. Dezember 2001 in Calgary. Die Männer trugen bis zum 26. Januar 2002 insgesamt sieben Weltcuprennen aus.
Der Höhepunkt der Saison waren die Olympischen Winterspiele in Salt Lake City.

## Einzelergebnisse der Weltcupsaison 2001/02

### Weltcupkalender der Frauenwettbewerbe
| #  | Datum               | Land               | Ort            | Wettkampfstätte                         | Anmerkung |
| -- | ------------------- | ------------------ | -------------- | --------------------------------------- | --------- |
| 1  | 10. November 2001   | Deutschland        | Winterberg     | Veltins-Eisarena                        |           |
| 2  | 11. November 2001   | Deutschland        | Winterberg     | Veltins-Eisarena                        |           |
| 3  | 18. November 2001   | Deutschland        | Königssee      | Kunsteisbahn Königssee                  |           |
| 4  | 19. November 2001   | Deutschland        | Königssee      | Kunsteisbahn Königssee                  |           |
| 5  | 22. November 2001   | Österreich         | Innsbruck-Igls | Olympia Eiskanal Innsbruck-Igls         |           |
| 6  | 23. November 2001   | Österreich         | Innsbruck-Igls | Olympia Eiskanal Innsbruck-Igls         |           |
| 7  | 15. Dezember 2001   | Kanada             | Calgary        | Calgary’s WinSport Bobsleigh/Luge Track |           |
| 8  | 16. Dezember 2001   | Kanada             | Calgary        | Calgary’s WinSport Bobsleigh/Luge Track |           |
| OG | 8.–24. Februar 2002 | Vereinigte Staaten | Salt Lake City | Utah Olympic Park Track                 |           |

### Weltcupergebnisse der Frauenwettbewerbe
| 1. Weltcup in Winterberg, 10. November 2001 | 1. Weltcup in Winterberg, 10. November 2001 | 1. Weltcup in Winterberg, 10. November 2001 | 1. Weltcup in Winterberg, 10. November 2001 | 1. Weltcup in Winterberg, 10. November 2001 |
| ------------------------------------------- | ------------------------------------------- | ------------------------------------------- | ------------------------------------------- | ------------------------------------------- |
| Disziplin                                   | Erster Platz                                | Zweiter Platz                               | Dritter Platz                               |                                             |
| Zweierbob                                   | Sandra Prokoff Ulrike Holzner               | Susi Erdmann Annegret Dietrich              | Françoise Burdet Martina Feusi              |                                             |

| 2. Weltcup in Winterberg, 11. November 2001 | 2. Weltcup in Winterberg, 11. November 2001 | 2. Weltcup in Winterberg, 11. November 2001 | 2. Weltcup in Winterberg, 11. November 2001 | 2. Weltcup in Winterberg, 11. November 2001 |
| ------------------------------------------- | ------------------------------------------- | ------------------------------------------- | ------------------------------------------- | ------------------------------------------- |
| Disziplin                                   | Erster Platz                                | Zweiter Platz                               | Dritter Platz                               |                                             |
| Zweierbob                                   | Sandra Prokoff Ulrike Holzner               | Susi Erdmann Birgit Brodbeck                | Françoise Burdet Martina Feusi              |                                             |

| 3. Weltcup in Königssee, 17. November 2001 | 3. Weltcup in Königssee, 17. November 2001 | 3. Weltcup in Königssee, 17. November 2001 | 3. Weltcup in Königssee, 17. November 2001 | 3. Weltcup in Königssee, 17. November 2001 |
| ------------------------------------------ | ------------------------------------------ | ------------------------------------------ | ------------------------------------------ | ------------------------------------------ |
| Disziplin                                  | Erster Platz                               | Zweiter Platz                              | Dritter Platz                              |                                            |
| Zweierbob                                  | Sandra Prokoff Nicole Herschmann           | Susi Erdmann Tanja Hees                    | Bonny Warner Gea Johnson                   |                                            |

| 4. Weltcup in Königssee, 18. November 2001 | 4. Weltcup in Königssee, 18. November 2001 | 4. Weltcup in Königssee, 18. November 2001 | 4. Weltcup in Königssee, 18. November 2001 | 4. Weltcup in Königssee, 18. November 2001 |
| ------------------------------------------ | ------------------------------------------ | ------------------------------------------ | ------------------------------------------ | ------------------------------------------ |
| Disziplin                                  | Erster Platz                               | Zweiter Platz                              | Dritter Platz                              |                                            |
| Zweierbob                                  | Susi Erdmann Tanja Hees                    | Jean Racine Bethany Hart                   | Bonny Warner Gea Johnson                   |                                            |

| 5. Weltcup in Igls, 22. November 2001 | 5. Weltcup in Igls, 22. November 2001 | 5. Weltcup in Igls, 22. November 2001 | 5. Weltcup in Igls, 22. November 2001 | 5. Weltcup in Igls, 22. November 2001 |
| ------------------------------------- | ------------------------------------- | ------------------------------------- | ------------------------------------- | ------------------------------------- |
| Disziplin                             | Erster Platz                          | Zweiter Platz                         | Dritter Platz                         |                                       |
| Zweierbob                             | Sandra Prokoff Ulrike Holzner         | Susi Erdmann Birgit Brodbeck          | Jean Racine Jennifer Davidson         |                                       |

| 6. Weltcup in Igls, 23. November 2001 | 6. Weltcup in Igls, 23. November 2001 | 6. Weltcup in Igls, 23. November 2001 | 6. Weltcup in Igls, 23. November 2001 | 6. Weltcup in Igls, 23. November 2001 |
| ------------------------------------- | ------------------------------------- | ------------------------------------- | ------------------------------------- | ------------------------------------- |
| Disziplin                             | Erster Platz                          | Zweiter Platz                         | Dritter Platz                         |                                       |
| Zweierbob                             | Sandra Prokoff Nicole Herschmann      | Susi Erdmann Tanja Hees               | Cathleen Martini Yvonne Cernota       |                                       |

| 7. Weltcup in Calgary, 15. Dezember 2001 | 7. Weltcup in Calgary, 15. Dezember 2001 | 7. Weltcup in Calgary, 15. Dezember 2001 | 7. Weltcup in Calgary, 15. Dezember 2001 | 7. Weltcup in Calgary, 15. Dezember 2001 |
| ---------------------------------------- | ---------------------------------------- | ---------------------------------------- | ---------------------------------------- | ---------------------------------------- |
| Disziplin                                | Erster Platz                             | Zweiter Platz                            | Dritter Platz                            |                                          |
| Zweierbob                                | Susi Erdmann Birgit Brodbeck             | Françoise Burdet Katharina Sutter        | Sandra Prokoff Ulrike Holzner            |                                          |

| 8. Weltcup in Calgary, 16. Dezember 2001 | 8. Weltcup in Calgary, 16. Dezember 2001 | 8. Weltcup in Calgary, 16. Dezember 2001 | 8. Weltcup in Calgary, 16. Dezember 2001 | 8. Weltcup in Calgary, 16. Dezember 2001 |
| ---------------------------------------- | ---------------------------------------- | ---------------------------------------- | ---------------------------------------- | ---------------------------------------- |
| Disziplin                                | Erster Platz                             | Zweiter Platz                            | Dritter Platz                            |                                          |
| Zweierbob                                | Susi Erdmann Nicole Herschmann           | Jean Racine Gea Johnson                  | Sandra Prokoff Ulrike Holzner            |                                          |

| Olympische Winterspiele in Salt Lake City, 8 – 24. Februar 2002 | Olympische Winterspiele in Salt Lake City, 8 – 24. Februar 2002 | Olympische Winterspiele in Salt Lake City, 8 – 24. Februar 2002 | Olympische Winterspiele in Salt Lake City, 8 – 24. Februar 2002 | Olympische Winterspiele in Salt Lake City, 8 – 24. Februar 2002 |
| --------------------------------------------------------------- | --------------------------------------------------------------- | --------------------------------------------------------------- | --------------------------------------------------------------- | --------------------------------------------------------------- |
| Disziplin                                                       | Erster Platz                                                    | Zweiter Platz                                                   | Dritter Platz                                                   |                                                                 |
| Zweierbob                                                       | Jill Bakken Vonetta Flowers                                     | Sandra Prokoff Ulrike Holzner                                   | Susi Erdmann Nicole Herschmann                                  |                                                                 |

### Weltcupkalender der Männerwettbewerbe
| #  | Datum                 | Land               | Ort               | Wettkampfstätte                         | Anmerkung            |
| -- | --------------------- | ------------------ | ----------------- | --------------------------------------- | -------------------- |
| 1  | 2.–3. November 2001   | Kanada             | Calgary           | Calgary’s WinSport Bobsleigh/Luge Track |                      |
| 2  | 17.–18. November 2001 | Vereinigte Staaten | Lake Placid       | Olympia-Bobbahn Mount Van Hoevenberg    |                      |
| 3  | 1.–2. Dezember 2001   | Deutschland        | Winterberg        | Veltins-Eisarena                        |                      |
| 4  | 7.–8. Dezember 2001   | Österreich         | Innsbruck-Igls    | Olympia Eiskanal Innsbruck-Igls         |                      |
| 5  | 12.–13. Januar 2002   | Schweiz            | St. Moritz        | Olympia Bob Run St. Moritz–Celerina     |                      |
| 6  | 19.–20. Januar 2002   | Italien            | Cortina d’Ampezzo | Pista olimpica Eugenio Monti            | gleichzeitig EM 2002 |
| 7  | 25.–26. Januar 2002   | Frankreich         | La Plagne         | Piste de La Plagne                      |                      |
| OG | 8.–24. Februar 2002   | Vereinigte Staaten | Salt Lake City    | Utah Olympic Park Track                 |                      |

### Weltcupergebnisse der Männerwettbewerbe
Der Lette Sandis Prūsis wurde im November 2001 in Park City positiv auf Nandrolon getestet. Infolgedessen wurden seine Wettkampfergebnisse des 2. bis 4. Weltcups annulliert, ab dem Weltcup in St. Moritz griff eine Wettkampfsperre seitens der FIBT. Prusis erstritt vor dem CAS allerdings eine Teilnahme an den Olympischen Spielen in Salt Lake City.
| 1. Weltcup in Calgary, 2. November – 3. November 2001 | 1. Weltcup in Calgary, 2. November – 3. November 2001                 | 1. Weltcup in Calgary, 2. November – 3. November 2001                                                                                 | 1. Weltcup in Calgary, 2. November – 3. November 2001 | 1. Weltcup in Calgary, 2. November – 3. November 2001 |
| ----------------------------------------------------- | --------------------------------------------------------------------- | --- | ----------------------------------------------------- | ----------------------------------------------------- |
| Disziplin                                             | Erster Platz                                                          | Zweiter Platz | Dritter Platz                                         |                                                       |
| Zweierbob                                             | Todd Hays Pavle Jovanovic                                             | Christoph Langen Thomas Platzer | René Spies Franz Sagmeister                           |                                                       |
| Viererbob                                             | Vereinigte StaatenTodd Hays Randy Jones Pavle Jovanovic Garrett Hines | DeutschlandChristoph Langen Sven Rühr Peter Esenwein Thomas Platzer SchweizMartin Annen Silvio Schaufelberger Beat Hefti Cédric Grand |                                                       |                                                       |

| 2. Weltcup in Lake Placid, 17. November – 18. November 2001 | 2. Weltcup in Lake Placid, 17. November – 18. November 2001     | 2. Weltcup in Lake Placid, 17. November – 18. November 2001           | 2. Weltcup in Lake Placid, 17. November – 18. November 2001 | 2. Weltcup in Lake Placid, 17. November – 18. November 2001 |
| ----------------------------------------------------------- | --------------------------------------------------------------- | --------------------------------------------------------------------- | ----------------------------------------------------------- | ----------------------------------------------------------- |
| Disziplin                                                   | Erster Platz                                                    | Zweiter Platz                                                         | Dritter Platz                                               |                                                             |
| Zweierbob                                                   | Todd Hays Garrett Hines                                         | Martin Annen Cédric Grand                                             | Pierre Lueders Mark LeBlanc                                 |                                                             |
| Viererbob                                                   | DeutschlandAndré Lange Lars Behrendt Kevin Kuske Carsten Embach | Vereinigte StaatenTodd Hays Randy Jones Pavle Jovanovic Garrett Hines | SchweizMartin Annen Urs Aeberhard Beat Hefti Cédric Grand   |                                                             |

| 3. Weltcup in Winterberg, 1. Dezember 2001 – 2. Dezember 2001 | 3. Weltcup in Winterberg, 1. Dezember 2001 – 2. Dezember 2001   | 3. Weltcup in Winterberg, 1. Dezember 2001 – 2. Dezember 2001         | 3. Weltcup in Winterberg, 1. Dezember 2001 – 2. Dezember 2001 | 3. Weltcup in Winterberg, 1. Dezember 2001 – 2. Dezember 2001 |
| ------------------------------------------------------------- | --------------------------------------------------------------- | --------------------------------------------------------------------- | ------------------------------------------------------------- | ------------------------------------------------------------- |
| Disziplin                                                     | Erster Platz                                                    | Zweiter Platz                                                         | Dritter Platz                                                 |                                                               |
| Zweierbob                                                     | Christoph Langen Peter Esenwein                                 | René Spies Franz Sagmeister                                           | Christian Reich Steve Anderhub                                |                                                               |
| Viererbob                                                     | DeutschlandChristoph Langen Sven Rühr Peter Esenwein Sven Peter | Vereinigte StaatenTodd Hays Randy Jones Pavle Jovanovic Garrett Hines | DeutschlandAndré Lange René Hoppe Enrico Kühn Carsten Embach  |                                                               |

| 4. Weltcup in Igls, 7. Dezember 2001 – 8. Dezember 2001 | 4. Weltcup in Igls, 7. Dezember 2001 – 8. Dezember 2001       | 4. Weltcup in Igls, 7. Dezember 2001 – 8. Dezember 2001               | 4. Weltcup in Igls, 7. Dezember 2001 – 8. Dezember 2001           | 4. Weltcup in Igls, 7. Dezember 2001 – 8. Dezember 2001 |
| ------------------------------------------------------- | ------------------------------------------------------------- | --------------------------------------------------------------------- | ----------------------------------------------------------------- | ------------------------------------------------------- |
| Disziplin                                               | Erster Platz                                                  | Zweiter Platz                                                         | Dritter Platz                                                     |                                                         |
| Zweierbob                                               | Christoph Langen Markus Zimmermann                            | Todd Hays Pavle Jovanovic                                             | René Spies Franz Sagmeister                                       |                                                         |
| Viererbob                                               | DeutschlandAndré Lange Enrico Kühn Kevin Kuske Carsten Embach | Vereinigte StaatenTodd Hays Randy Jones Pavle Jovanovic Garrett Hines | SchweizMartin Annen Silvio Schaufelberger Beat Hefti Cédric Grand |                                                         |

| 5. Weltcup in St. Moritz, 12. Januar 2002 – 13. Januar 2002 | 5. Weltcup in St. Moritz, 12. Januar 2002 – 13. Januar 2002      | 5. Weltcup in St. Moritz, 12. Januar 2002 – 13. Januar 2002   | 5. Weltcup in St. Moritz, 12. Januar 2002 – 13. Januar 2002               | 5. Weltcup in St. Moritz, 12. Januar 2002 – 13. Januar 2002 |
| ----------------------------------------------------------- | ---------------------------------------------------------------- | ------------------------------------------------------------- | ------------------------------------------------------------------------- | ----------------------------------------------------------- |
| Disziplin                                                   | Erster Platz                                                     | Zweiter Platz                                                 | Dritter Platz                                                             |                                                             |
| Zweierbob                                                   | Christoph Langen Marco Jakobs                                    | Christian Reich Steve Anderhub                                | Todd Hays Garrett Hines                                                   |                                                             |
| Viererbob                                                   | SchweizChristian Reich Steve Anderhub Guido Acklin Urs Aeberhard | DeutschlandAndré Lange Enrico Kühn Kevin Kuske Carsten Embach | DeutschlandChristoph Langen Markus Zimmermann Marco Jakobs Thomas Platzer |                                                             |

| 6. Weltcup und Europameisterschaften in Cortina d’Ampezzo, 19. Januar 2002 – 20. Januar 2002 | 6. Weltcup und Europameisterschaften in Cortina d’Ampezzo, 19. Januar 2002 – 20. Januar 2002 | 6. Weltcup und Europameisterschaften in Cortina d’Ampezzo, 19. Januar 2002 – 20. Januar 2002 | 6. Weltcup und Europameisterschaften in Cortina d’Ampezzo, 19. Januar 2002 – 20. Januar 2002 | 6. Weltcup und Europameisterschaften in Cortina d’Ampezzo, 19. Januar 2002 – 20. Januar 2002 |
| -------------------------------------------------------------------------------------------- | -------------------------------------------------------------------------------------------- | -------------------------------------------------------------------------------------------- | -------------------------------------------------------------------------------------------- | -------------------------------------------------------------------------------------------- |
| Disziplin                                                                                    | Erster Platz                                                                                 | Zweiter Platz                                                                                | Dritter Platz                                                                                |                                                                                              |
| Zweierbob                                                                                    | Pierre Lueders Giulio Zardo                                                                  | Christian Reich Steve Anderhub                                                               | André Lange Kevin Kuske                                                                      |                                                                                              |
| Viererbob                                                                                    | DeutschlandAndré Lange Enrico Kühn Kevin Kuske Carsten Embach                                | FrankreichBruno Mingeon Éric Le Chanony Christophe Fouquet Max Robert                        | DeutschlandMatthias Benesch Torsten Voss Udo Lehmann Alexander Szelig                        |                                                                                              |

| 7. Weltcup in La Plagne, 25. Januar 2002 – 26. Januar 2002 | 7. Weltcup in La Plagne, 25. Januar 2002 – 26. Januar 2002                 | 7. Weltcup in La Plagne, 25. Januar 2002 – 26. Januar 2002       | 7. Weltcup in La Plagne, 25. Januar 2002 – 26. Januar 2002          | 7. Weltcup in La Plagne, 25. Januar 2002 – 26. Januar 2002 |
| ---------------------------------------------------------- | -------------------------------------------------------------------------- | ---------------------------------------------------------------- | ------------------------------------------------------------------- | ---------------------------------------------------------- |
| Disziplin                                                  | Erster Platz                                                               | Zweiter Platz                                                    | Dritter Platz                                                       |                                                            |
| Zweierbob                                                  | Martin Annen Cédric Grand                                                  | Christian Reich Urs Aeberhard                                    | Pierre Lueders Giulio Zardo                                         |                                                            |
| Viererbob                                                  | FrankreichBruno Mingeon Éric Le Chanony Christophe Fouquet Alexandre Arbez | SchweizChristian Reich Steve Anderhub Guido Acklin Urs Aeberhard | FrankreichBruno Thomas Michel André Philippe Paviot Thibault Giroud |                                                            |

| Olympische Winterspiele in Salt Lake City , 8. Februar 2002 – 24. Februar 2002 | Olympische Winterspiele in Salt Lake City , 8. Februar 2002 – 24. Februar 2002 | Olympische Winterspiele in Salt Lake City , 8. Februar 2002 – 24. Februar 2002 | Olympische Winterspiele in Salt Lake City , 8. Februar 2002 – 24. Februar 2002 | Olympische Winterspiele in Salt Lake City , 8. Februar 2002 – 24. Februar 2002 |
| ------------------------------------------------------------------------------ | ------------------------------------------------------------------------------ | ------------------------------------------------------------------------------ | ------------------------------------------------------------------------------ | ------------------------------------------------------------------------------ |
| Disziplin                                                                      | Erster Platz                                                                   | Zweiter Platz                                                                  | Dritter Platz                                                                  |                                                                                |
| Zweierbob                                                                      | Christoph Langen Markus Zimmermann                                             | Christian Reich Steve Anderhub                                                 | Martin Annen Beat Hefti                                                        |                                                                                |
| Viererbob                                                                      | DeutschlandAndré Lange Carsten Embach Enrico Kühn Kevin Kuske                  | Vereinigte StaatenTodd Hays Garrett Hines Bill Schuffenhauer Randy Jones       | Vereinigte StaatenBrian Shimer Dan Steele Douglas Sharp Mike Kohn              |                                                                                |

## Weltcupstände

### Gesamtstand im Zweierbob der Frauen
| Rang | Pilotin              | WIB1 | WIB2 | KÖN1 | KÖN2 | IGL1 | IGL2 | CAL1 | CAL2 | Punkte |
| ---- | -------------------- | ---- | ---- | ---- | ---- | ---- | ---- | ---- | ---- | ------ |
| 01   | Susi Erdmann         | 02   | 02   | 02   | 01   | 02   | 02   | 01   | 01   | 272    |
| 02   | Sandra Prokoff       | 01   | 01   | 01   | 06   | 01   | 01   | 03   | 03   | 264    |
| 03   | Jean Racine          | 04   | 05   | 04   | 02   | 03   | 11   | 04   | 02   | 232    |
| 04   | Françoise Burdet     | 03   | 03   | 08   | 05   | 05   | 06   | 02   | 04   | 227    |
| 05   | Bonny Warner         | 05   | 04   | 03   | 03   | 09   | 04   | 07   | 07   | 220    |
| 06   | Jill Bakken          | 06   | 08   | 08   | 04   | 06   | 07   | 05   | 05   | 202    |
| 07   | Christina Smith      | 07   | 07   | 21   | 16   | 04   | 12   | 09   | 06   | 166    |
| 08   | Christine Fraser     | 09   | 11   | 10   | 09   | 15   | 08   | 14   | 09   | 161    |
| 09   | Victoria Tokovaia    | 14   | 14   | 05   | 11   | 07   | 10   | 12   | 15   | 160    |
| 10   | Ilse Broeders        | 12   | 09   | 07   | 07   | 12   | 13   | 13   | 14   | 159    |
| 11   | Gerda Weissensteiner | 11   | 12   | 12   | 14   | 08   | 14   | 10   | 11   | 154    |
| 12   | Eline Jurg           | 15   | 15   | 11   | 10   | 18   | 15   | 08   | 08   | 146    |
| 13   | Cheryl Done          | 13   | 16   | 17   | 18   | 09   | 05   | 15   | 13   | 141    |
| 14   | Cathleen Martini     | –    | 06   | –    | 08   | 12   | 03   | 11   | 12   | 137    |
| 15   | Karin Olsson         | 10   | 10   | 14   | DSQ  | 11   | 21   | 06   | 09   | 134    |
| 16   | Erika Kovacs         | 16   | 13   | 16   | 12   | 14   | 09   | 17   | 16   | 131    |
| 17   | Michelle Coy         | 17   | 17   | 15   | 13   | 16   | 23   | 16   | 18   | 108    |
| 18   | Ildiko Strehli       | 18   | 25   | 13   | 15   | 19   | 20   | 18   | 17   | 096    |
| 19   | Naila Hassan         | 21   | 20   | 19   | 20   | 21   | 19   | 21   | 20   | 078    |
| 20   | Manami Hino          | 23   | 22   | 20   | 19   | 23   | 22   | 20   | 19   | 072    |
| 21   | Victoria Thrower     | 19   | 27   | DSQ  | 21   | 17   | 16   | 19   | 21   | 066    |
| 22   | Olga Lapchova        | 20   | 18   | DSQ  | 17   | 22   | 17   | –    | –    | 061    |
| 23   | Naomi Haguri         | 25   | 21   | 18   | 23   | 26   | 26   | 23   | 23   | 040    |
| 24   | Oksana Tattchina     | –    | –    | 23   | 24   | 20   | 18   | –    | –    | 034    |
| 25   | Silke Zeuner         | 22   | 19   | –    | –    | 24   | 25   | –    | –    | 031    |
| 26   | Lesley Fitzgerald    | 24   | 24   | –    | –    | 25   | 24   | 22   | 22   | 030    |
| 27   | Katrin Dostthaler    | –    | –    | 06   | –    | –    | –    | –    | –    | 026    |
| 27   | Svetlana Vlasyuk     | 26   | 23   | 22   | 22   | –    | –    | –    | –    | 026    |
| 29   | Antje Henninger      | 08   | –    | –    | –    | –    | –    | –    | –    | 023    |
| 30   | Portia Morgan        | DSQ  | 26   | –    | –    | –    | –    | –    | –    | 002    |
| 30   | Deboa Häefli         | –    | –    | –    | –    | 27   | 27   | –    | –    | 002    |

### Gesamtstand im Zweierbob der Männer
| Rang | Pilot                | Land                   | CAL | LAC     | WIB      | IGL      | SMT | COR | LAP | Punkte |
| ---- | -------------------- | ---------------------- | --- | ------- | -------- | -------- | --- | --- | --- | ------ |
| 01   | Martin Annen         | Schweiz                | 4   | 2       | 4        | 4        | 4   | 4   | 1   | 220    |
| 02   | Pierre Lueders       | Kanada                 | 8   | 3       | 4        | 14       | 8   | 1   | 3   | 193    |
| 03   | Christian Reich      | Schweiz                | 5   | DSQ     | 3        | 5        | 2   | 2   | 2   | 190    |
| 04   | Todd Hays            | Vereinigte Staaten     | 1   | 1       | 6        | 2        | 3   | −   | −   | 164    |
| 05   | Günther Huber        | Italien                | 9   | 5       | 12       | 12       | 11  | 5   | 5   | 164    |
| 06   | Wolfgang Stampfer    | Österreich             | 12  | 6       | 8        | 10       | 9   | 12  | 4   | 160    |
| 07   | Andre Lange          | Deutschland            | 14  | 4       | 7        | 6        | 6   | 3   | −   | 155    |
| 08   | Christoph Langen     | Deutschland            | 2   | −       | 1        | 1        | 1   | −   | −   | 142    |
| 09   | Reto Götschi         | Schweiz                | 7   | 9       | 9        | 8        | 7   | −   | 6   | 141    |
| 10   | Alexander Subkow     | Russland               | 16  | 17      | 13       | 7        | 10  | 8   | 7   | 139    |
| 11   | Jewgeni Popow        | Russland               | 11  | 7       | 16       | 13       | 14  | 7   | 11  | 138    |
| 12   | Rene Spies           | Deutschland            | 3   | −       | 2        | 3        | 5   | −   | −   | 126    |
| 13   | Yannick Morin        | Kanada                 | 6   | 11      | 10       | 9        | 16  | 28  | 16  | 122    |
| 14   | Lee Johnston         | Vereinigtes Königreich | 15  | 12      | 14       | 16       | 19  | 14  | 15  | 112    |
| 15   | Bruno Mingeon        | Frankreich             | 27  | 23      | 17       | 15       | 12  | 15  | 13  | 95     |
| 16   | Fabrizio Tosini      | Italien                | 23  | 13      | 18       | 25       | 18  | 13  | 14  | 93     |
| 17   | Arnfinn Kristiansen  | Norwegen               | 23  | 16      | 21       | 27       | 17  | 17  | 10  | 86     |
| 18   | Pavel Puskar         | Tschechien             | 10  | 15      | 15       | 11       | 21  | −   | −   | 83     |
| 19   | Ivo Danilevic        | Tschechien             | 20  | 21      | 33       | 30       | 22  | 11  | 12  | 70     |
| 20   | Mike Dionne          | Vereinigte Staaten     | 18  | 8       | 11       | 18       | −   | −   | −   | 69     |
| 21   | Arend Glas           | Niederlande            | 21  | 19      | 23       | 26       | 22  | 16  | 22  | 68     |
| 22   | Gatis Guts           | Lettland               | 28  | DSQ     | 25       | 17       | 13  | 18  | 19  | 66     |
| 23   | Bruno Thomas         | Frankreich             | 26  | 14      | 22       | 27       | 22  | 20  | 20  | 66     |
| 24   | Patrice Servelle     | Monaco                 | 22  | 22      | 20       | 21       | 25  | 23  | 25  | 59     |
| 25   | Matthias Benesch     | Deutschland            | −   | 9       | −        | −        | −   | 9   | 18  | 57     |
| 26   | Jayson Krause        | Kanada                 | DSQ | 20      | 25       | −        | 20  | 18  | 16  | 56     |
| 27   | Matthias Höpfner     | Deutschland            | −   | −       | −        | −        | −   | 10  | 7   | 45     |
| 28   | Hiroshi Suzuki       | Japan                  | 17  | –       | 23       | 29       | 29  | 22  | 21  | 45     |
| 29   | Neil Scarisbrick     | Vereinigtes Königreich | 19  | 18      | DSQ      | 24       | 28  | 27  | 26  | 44     |
| 30   | Jürgen Loacker       | Österreich             | 29  | 24      | 28       | 22       | 26  | 25  | 23  | 40     |
| 31   | Joe Mc Donald        | Vereinigte Staaten     | −   | −       | 27       | 22       | 27  | 21  | −   | 27     |
| 32   | Ivo Rüegg            | Schweiz                | −   | −       | −        | −        | −   | 6   | −   | 26     |
| 33   | Norbert Foltin       | Polen                  | −   | −       | 19       | 19       | −   | −   | 12  | 24     |
| 34   | Hiroaki Ohishi       | Japan                  | 31  | −       | 30       | 19       | 31  | 24  | 27  | 24     |
| 35   | Stefan Drescher      | Deutschland            | −   | −       | −        | –        | −   | −   | 9   | 22     |
| 36   | Brian Shimer         | Vereinigte Staaten     | 25  | –       | –        | –        | 15  | –   | –   | 22     |
| 37   | Sandis Prūsis        | Lettland               | 13  | DSQ (8) | DSQ (12) | DSQ (17) | −   | −   | –   | 18     |
| 38   | Tom Johansen         | Dänemark               | −   | −       | −        | −        | −   | −   | 24  | 7      |
| 39   | Joe Sisson           | Vereinigte Staaten     | –   | 25      | –        | –        | –   | –   | −   | 6      |
| 40   | Jānis Miņins         | Lettland               | –   | –       | −        | –        | 32  | 26  | –   | 5      |
| 41   | Pete Donohoe         | Irland                 | 33  | 26      | –        | 33       | −   | −   | –   | 4      |
| 42   | Roberto Tames        | Mexiko                 | −   | 27      | −        | −        | –   | –   | −   | 3      |
| 43   | Aleksandr Ivanishin  | Ukraine                | –   | −       | –        | −        | −   | 33  | 28  | 3      |
| 44   | Rob Geurts           | Niederlande            | –   | −       | 29       | 31       | 30  | −   | −   | 3      |
| 45   | John-Andrew Kambanis | Griechenland           | 35  | 28      | –        | –        | –   | –   | –   | 2      |
| 46   | Tomasz Żyła          | Polen                  | –   | –       | –        | –        | 33  | 29  | −   | 2      |
| 46   | Milos Vesely         | Tschechien             | –   | −       | −        | −        | –   | –   | 29  | 2      |
| 48   | Dan Janjigian        | Armenien               | –   | 29      | –        | –        | −   | –   | –   | 1      |
| 49   | Florian Enache       | Rumänien               | 32  | –       | 31       | 32       | –   | 30  | –   | 1      |
| 50   | Oleg Polivach        | Ukraine                | –   | –       | –        | –        | –   | 32  | 30  | 1      |
| 51   | Alan Henderson       | Neuseeland             | 30  | –       | –        | –        | –   | –   | –   | 1      |
| 52   | Dawid Kupczyk        | Polen                  | –   | –       | 32       | 34       | 34  | 31  | –   | 0      |
| 53   | Will Alstergren      | Australien             | 36  | –       | –        | 35       | 35  | –   | –   | 0      |
| 53   | Boris Radjenovic     | Jugoslawien            | 34  | –       | –        | –        | DSQ | –   | –   | 0      |
| 53   | Milan Jagnesak       | Slowakei               | 34  | –       | –        | –        | –   | –   | –   | 0      |

### Gesamtstand im Viererbob der Männer
| Rang | Pilot               | Land                   | CAL | LAC     | WIB     | IGL     | SMT | COR | LAP | Punkte |
| ---- | ------------------- | ---------------------- | --- | ------- | ------- | ------- | --- | --- | --- | ------ |
| 01   | Martin Annen        | Schweiz                | 2   | 3       | 4       | 3       | 4   | 7   | 4   | 206    |
| 02   | Andre Lange         | Deutschland            | 5   | 1       | 3       | 1       | 2   | 1   | −   | 201    |
| 03   | Christian Reich     | Schweiz                | 4   | DNS     | 7       | 6       | 1   | 8   | 2   | 170    |
| 04   | Bruno Mingeon       | Frankreich             | 12  | 12      | 10      | 12      | 6   | 2   | 1   | 168    |
| 05   | Arend Glas          | Niederlande            | 14  | 5       | 8       | 11      | 12  | 4   | 10  | 153    |
| 06   | Bruno Thomas        | Frankreich             | 11  | 7       | 14      | 10      | 15  | 5   | 3   | 152    |
| 07   | Jewgeni Popow       | Russland               | 6   | 4       | 5       | DSQ     | 11  | 6   | 7   | 150    |
| 08   | Wolfgang Stampfer   | Österreich             | 9   | 8       | 11      | 7       | 13  | 10  | 9   | 146    |
| 09   | Pierre Lueders      | Kanada                 | 8   | 9       | 9       | 13      | 8   | 19  | 5   | 142    |
| 10   | Todd Hays           | Vereinigte Staaten     | 1   | 2       | 2       | 2       | DSQ | −   | −   | 135    |
| 10   | Matthias Benesch    | Deutschland            | 10  | DNS     | 5       | 4       | −   | 3   | 6   | 135    |
| 12   | Christoph Langen    | Deutschland            | 2   | −       | 1       | 5       | 3   | −   | −   | 130    |
| 13   | Alexander Subkow    | Russland               | 13  | 11      | 12      | 9       | 19  | 12  | 8   | 129    |
| 14   | Gatis Guts          | Lettland               | 16  | 10      | 17      | 14      | 9   | 17  | 14  | 116    |
| 15   | Neil Scarisbrick    | Vereinigtes Königreich | 17  | 6       | 15      | 16      | 14  | 15  | 21  | 105    |
| 16   | Lee Johnston        | Vereinigtes Königreich | 20  | 13      | 20      | 17      | 17  | 14  | 20  | 87     |
| 17   | Fabrizio Tosini     | Italien                | 24  | 14      | 16      | 20      | 21  | 20  | 17  | 77     |
| 18   | Günther Huber       | Italien                | 26  | 17      | 23      | 21      | 18  | 21  | 18  | 60     |
| 19   | Mike Dionne         | Vereinigte Staaten     | 17  | 14      | 13      | 18      | −   | −   | −   | 57     |
| 20   | Hiroshi Suzuki      | Japan                  | 25  | −       | 22      | 24      | 20  | 18  | 19  | 54     |
| 21   | Reto Götschi        | Schweiz                | 22  | DNS     | 25      | −       | 9   | −   | 15  | 51     |
| 22   | Arnfinn Kristiansen | Norwegen               | −   | −       | −       | DSQ     | 16  | 15  | 13  | 48     |
| 23   | Brian Shimer        | Vereinigte Staaten     | 15  | −       | −       | −       | 5   | −   | −   | 44     |
| 23   | Ralph Rüegg         | Schweiz                | −   | −       | −       | 7       | −   | 11  | −   | 44     |
| 25   | Matthias Höpfner    | Deutschland            | −   | −       | −       | −       | −   | 9   | 11  | 41     |
| 26   | Jürgen Loacker      | Österreich             | 28  | 18      | 21      | 19      | 22  | 26  | −   | 40     |
| 27   | Ivo Danilevic       | Tschechien             | −   | −       | 29      | 25      | −   | 13  | 16  | 37     |
| 28   | Johan Niemeijer     | Niederlande            | –   | –       | 18      | 15      | −   | –   | −   | 29     |
| 29   | Tomasz Żyła         | Polen                  | −   | −       | 28      | 22      | 24  | 22  | −   | 25     |
| 30   | Sandis Prūsis       | Lettland               | 7   | DSQ (5) | DSQ (4) | DSQ (5) | −   | −   | −   | 24     |
| 30   | Rene Spies          | Deutschland            | −   | −       | −       | −       | 7   | −   | −   | 24     |
| 32   | Pavel Puskar        | Tschechien             | 21  | −       | 26      | 23      | DNS | −   | −   | 22     |
| 33   | Ruben Feisthauer    | Deutschland            | −   | −       | −       | –       | −   | −   | 12  | 18     |
| 34   | Patrice Servelle    | Monaco                 | −   | 16      | −       | −       | –   | 24  | −   | 14     |
| 34   | Florian Enache      | Rumänien               | 27  | −       | 27      | 28      | –   | 25  | −   | 14     |
| 36   | Norbert Foltin      | Polen                  | –   | –       | 19      | –       | −   | –   | –   | 12     |
| 36   | Tom Samuel          | Kanada                 | 19  | −       | −       | –       | −   | −   | –   | 12     |
| 38   | Albert Grimaldi     | Monaco                 | 30  | −       | −       | 27      | 25  | −   | −   | 9      |
| 38   | Will Alstergren     | Australien             | 32  | –       | –       | 26      | 26  | 27  | −   | 9      |
| 40   | Loris Ottaviani     | Italien                | –   | –       | –       | −       | –   | 23  | –   | 8      |
| 40   | Bryan Zarsky        | Kanada                 | 23  | –       | –       | –       | −   | −   | –   | 8      |
| 40   | Jayson Krause       | Kanada                 | −   | −       | −       | –       | 23  | –   | −   | 8      |
| 40   | Joe Mc Donald       | Vereinigte Staaten     | –   | −       | 24      | 29      | DNS | −   | −   | 8      |
| 44   | Oleg Polivach       | Ukraine                | –   | −       | −       | −       | −   | 28  | 22  | 3      |
| 45   | Boris Radjenovic    | Jugoslawien            | –   | –       | –       | –       | 27  | –   | –   | 2      |
| 45   | Alan Henderson      | Neuseeland             | 29  | –       | –       | –       | –   | –   | −   | 2      |
| 47   | Chin-San Chen       | Chinesisch Taipeh      | –   | −       | −       | −       | 28  | –   | –   | 0      |
| 47   | Milan Jagnesak      | Slowakei               | 31  | –       | –       | –       | −   | –   | –   | 0      |

### Gesamtstand in der Kombination der Männer
Für die Wertung der Kombination werden die Punkte aus den Ergebnissen des Zweier- und Viererbobs addiert.
| Offizielle Gesamtwertung | Offizielle Gesamtwertung | Offizielle Gesamtwertung | Offizielle Gesamtwertung | Offizielle Gesamtwertung | Gesamtwertung bei Teilnahme in beiden Wettbewerben | Gesamtwertung bei Teilnahme in beiden Wettbewerben | Gesamtwertung bei Teilnahme in beiden Wettbewerben | Gesamtwertung bei Teilnahme in beiden Wettbewerben | Gesamtwertung bei Teilnahme in beiden Wettbewerben |
| Rang                     | Pilot                    | 2er                      | 4er                      | Gesamtpunkte             | Rang                                               | Pilot                                              | 2er                                                | 4er                                                | Gesamtpunkte                                       |
| ------------------------ | ------------------------ | ------------------------ | ------------------------ | ------------------------ | -------------------------------------------------- | -------------------------------------------------- | -------------------------------------------------- | -------------------------------------------------- | -------------------------------------------------- |
| 01                       | Martin Annen             | 220                      | 206                      | 426                      | 01                                                 | Martin Annen                                       | 220                                                | 206                                                | 426                                                |
| 02                       | Christian Reich          | 190                      | 170                      | 360                      | 02                                                 | Christian Reich                                    | 190                                                | 170                                                | 360                                                |
| 03                       | Andre Lange              | 155                      | 201                      | 356                      | 03                                                 | Andre Lange                                        | 155                                                | 201                                                | 356                                                |
| 04                       | Pierre Lueders           | 193                      | 142                      | 335                      | 04                                                 | Pierre Lueders                                     | 193                                                | 142                                                | 335                                                |
| 05                       | Wolfgang Stampfer        | 160                      | 146                      | 306                      | 05                                                 | Wolfgang Stampfer                                  | 160                                                | 146                                                | 306                                                |
| 06                       | Todd Hays                | 164                      | 135                      | 299                      | 06                                                 | Todd Hays                                          | 164                                                | 135                                                | 299                                                |
| 07                       | Jewgeni Popow            | 138                      | 150                      | 288                      | 07                                                 | Jewgeni Popow                                      | 138                                                | 150                                                | 288                                                |
| 08                       | Christoph Langen         | 142                      | 130                      | 272                      | 08                                                 | Christoph Langen                                   | 142                                                | 130                                                | 272                                                |
| 09                       | Alexander Subkow         | 139                      | 129                      | 268                      | 09                                                 | Alexander Subkow                                   | 139                                                | 129                                                | 268                                                |
| 10                       | Bruno Mingeon            | 95                       | 168                      | 263                      | 10                                                 | Bruno Mingeon                                      | 95                                                 | 168                                                | 263                                                |
| 11                       | Günther Huber            | 164                      | 60                       | 224                      | 11                                                 | Günther Huber                                      | 164                                                | 60                                                 | 224                                                |
| 12                       | Arend Glas               | 68                       | 153                      | 221                      | 12                                                 | Arend Glas                                         | 68                                                 | 153                                                | 221                                                |
| 13                       | Bruno Thomas             | 66                       | 152                      | 218                      | 13                                                 | Bruno Thomas                                       | 66                                                 | 152                                                | 218                                                |
| 14                       | Lee Johnston             | 112                      | 87                       | 199                      | 14                                                 | Lee Johnston                                       | 112                                                | 87                                                 | 199                                                |
| 15                       | Matthias Benesch         | 57                       | 135                      | 192                      | 15                                                 | Matthias Benesch                                   | 57                                                 | 135                                                | 192                                                |
| 16                       | Reto Götschi             | 141                      | 51                       | 192                      | 16                                                 | Reto Götschi                                       | 141                                                | 51                                                 | 192                                                |
| 17                       | Gatis Guts               | 66                       | 116                      | 182                      | 17                                                 | Gatis Guts                                         | 66                                                 | 116                                                | 182                                                |
| 18                       | Fabrizio Tosini          | 93                       | 77                       | 170                      | 18                                                 | Fabrizio Tosini                                    | 93                                                 | 77                                                 | 170                                                |
| 19                       | Rene Spies               | 126                      | 24                       | 150                      | 19                                                 | Rene Spies                                         | 126                                                | 24                                                 | 150                                                |
| 20                       | Neil Scarisbrick         | 44                       | 105                      | 149                      | 20                                                 | Neil Scarisbrick                                   | 44                                                 | 105                                                | 149                                                |
| 21                       | Arnfinn Kristiansen      | 86                       | 48                       | 134                      | 21                                                 | Arnfinn Kristiansen                                | 86                                                 | 48                                                 | 134                                                |
| 22                       | Mike Dionne              | 69                       | 57                       | 126                      | 22                                                 | Mike Dionne                                        | 69                                                 | 57                                                 | 126                                                |
| 23                       | Yannick Morin            | 122                      | −                        | 122                      | 23                                                 | Ivo Danilevic                                      | 70                                                 | 37                                                 | 107                                                |
| 24                       | Ivo Danilevic            | 70                       | 37                       | 107                      | 24                                                 | Pavel Puskar                                       | 83                                                 | 22                                                 | 105                                                |
| 25                       | Pavel Puskar             | 83                       | 22                       | 105                      | 25                                                 | Hiroshi Suzuki                                     | 45                                                 | 54                                                 | 99                                                 |
| 26                       | Hiroshi Suzuki           | 45                       | 54                       | 99                       | 26                                                 | Matthias Höpfner                                   | 45                                                 | 41                                                 | 86                                                 |
| 27                       | Matthias Höpfner         | 45                       | 41                       | 86                       | 27                                                 | Jürgen Loacker                                     | 40                                                 | 40                                                 | 80                                                 |
| 28                       | Jürgen Loacker           | 40                       | 40                       | 80                       | 28                                                 | Patrice Servelle                                   | 59                                                 | 14                                                 | 73                                                 |
| 29                       | Patrice Servelle         | 59                       | 14                       | 73                       | 29                                                 | Brian Shimer                                       | 22                                                 | 44                                                 | 66                                                 |
| 30                       | Brian Shimer             | 22                       | 44                       | 66                       | 30                                                 | Jayson Krause                                      | 56                                                 | 8                                                  | 64                                                 |
| 31                       | Jayson Krause            | 56                       | 8                        | 64                       | 31                                                 | Sandis Prusis                                      | 18                                                 | 24                                                 | 42                                                 |
| 32                       | Ralph Rüegg              | −                        | 44                       | 44                       | 32                                                 | Norbert Foltin                                     | 24                                                 | 12                                                 | 36                                                 |
| 33                       | Sandis Prusis            | 18                       | 24                       | 42                       | 33                                                 | Joe Mc Donald                                      | 27                                                 | 8                                                  | 35                                                 |
| 34                       | Norbert Foltin           | 24                       | 12                       | 36                       | 34                                                 | Tomasz Żyła                                        | 2                                                  | 27                                                 | 29                                                 |
| 35                       | Joe Mc Donald            | 27                       | 8                        | 35                       | 35                                                 | Florian Enache                                     | 1                                                  | 14                                                 | 15                                                 |
| 36                       | Johan Niemeijer          | −                        | 29                       | 29                       | 36                                                 | Will Alstergren                                    | 0                                                  | 9                                                  | 9                                                  |
| 37                       | Tomasz Żyła              | 2                        | 27                       | 29                       | 37                                                 | Oleg Polivach                                      | 1                                                  | 3                                                  | 4                                                  |
| 38                       | Ivo Rüegg                | 26                       | −                        | 26                       | 38                                                 | Alan Henderson                                     | 1                                                  | 2                                                  | 3                                                  |
| 39                       | Hiroaki Ohishi           | 24                       | –                        | 24                       | 39                                                 | Boris Radjenovic                                   | 0                                                  | 2                                                  | 2                                                  |
| 40                       | Stefan Drescher          | 22                       | –                        | 22                       |                                                    |                                                    |                                                    |                                                    |                                                    |
| 41                       | Ruben Feisthauer         | −                        | 18                       | 18                       |                                                    |                                                    |                                                    |                                                    |                                                    |
| 42                       | Florian Enache           | 1                        | 14                       | 15                       |                                                    |                                                    |                                                    |                                                    |                                                    |
| 43                       | Tom Samuel               | −                        | 12                       | 12                       |                                                    |                                                    |                                                    |                                                    |                                                    |
| 44                       | Albert Grimaldi          | −                        | 9                        | 9                        |                                                    |                                                    |                                                    |                                                    |                                                    |
| 45                       | Will Alstergren          | 0                        | 9                        | 9                        |                                                    |                                                    |                                                    |                                                    |                                                    |
| 46                       | Loris Ottaviani          | −                        | 8                        | 8                        |                                                    |                                                    |                                                    |                                                    |                                                    |
| 47                       | Brian Zarsky             | −                        | 8                        | 8                        |                                                    |                                                    |                                                    |                                                    |                                                    |
| 48                       | Tom Johansen             | 7                        | –                        | 7                        |                                                    |                                                    |                                                    |                                                    |                                                    |
| 49                       | Joe Sisson               | 6                        | –                        | 6                        |                                                    |                                                    |                                                    |                                                    |                                                    |
| 50                       | Janis Minins             | 5                        | –                        | 5                        |                                                    |                                                    |                                                    |                                                    |                                                    |
| 51                       | Oleg Polivach            | 1                        | 3                        | 4                        |                                                    |                                                    |                                                    |                                                    |                                                    |
| 52                       | Pete Donohoe             | 4                        | −                        | 4                        |                                                    |                                                    |                                                    |                                                    |                                                    |
| 53                       | Roberto Tames            | 3                        | −                        | 3                        |                                                    |                                                    |                                                    |                                                    |                                                    |
| 54                       | Aleksandr Ivanishin      | 3                        | −                        | 3                        |                                                    |                                                    |                                                    |                                                    |                                                    |
| 55                       | Rob Geurts               | 3                        | −                        | 3                        |                                                    |                                                    |                                                    |                                                    |                                                    |
| 56                       | Alan Henderson           | 1                        | 2                        | 3                        |                                                    |                                                    |                                                    |                                                    |                                                    |
| 57                       | Boris Radjenovic         | 0                        | 2                        | 2                        |                                                    |                                                    |                                                    |                                                    |                                                    |
| 58                       | John-Andrew Kambanis     | 2                        | −                        | 2                        |                                                    |                                                    |                                                    |                                                    |                                                    |
| 59                       | Milos Vesely             | 2                        | −                        | 2                        |                                                    |                                                    |                                                    |                                                    |                                                    |
| 60                       | Chin-San Chen            | −                        | 1                        | 1                        |                                                    |                                                    |                                                    |                                                    |                                                    |
| 61                       | Dan Janjigian            | 1                        | −                        | 1                        |                                                    |                                                    |                                                    |                                                    |                                                    |
| 62                       | Milan Jagnesak           | 0                        | 0                        | 0                        |                                                    |                                                    |                                                    |                                                    |                                                    |